# Stanisław Filipowicz
Stanisław Filipowicz (ur. 1934 w Wilnie, zm. 3 czerwca 1996 w Dzierzgoniu) – polski poeta. Z zawodu był nauczycielem wychowania fizycznego. Pracował w szkole, w domu dziecka, na Politechnice Gdańskiej jako laborant i w klubach sportowych na etacie trenera lekkiej atletyki. W latach 1949/52 był więźniem politycznym oskarżonym o próbę obalenia ustroju. W latach 1976/86 kierował Dzierzgońskim Ośrodkiem Kultury w Dzierzgoniu. Organizował m.in., Ogólnopolskie Spotkania Literackie, na których młodzi poeci konfrontowali swoje postawy twórcze. Był członkiem gdańskiego oddziału Związku Literatów Polskich oraz funkcjonującego do 1990 r. Klubu Literackiego Elbląskiego Towarzystwa Kulturalnego.

## Twórczość
Był laureatem wielu konkursów poetyckich i prozatorskich w kraju i za granicą.  W 1992 roku otrzymał II nagrodę w Międzynarodowym Konkursie Literackim im. Marka Hłaski w Wiedniu.
Debiutem literackim w 1968 roku było opowiadanie Powiedz jaka jest prawda pomieszczone w miesięczniku „Litery”. Był autorem siedmiu książek poetyckich:
- Buty z podłogą (1981 r.),
- Lot i kara (1984 r.),
- Po amputacji (1991 r.),
- Zamiast antyfony (1992 r.),
- Blues na cztery ręce (1992 r.)
- Etiudy wileńskie (1993 r.)
- Razem dotykamy ciemności (1998, pośmiertnie)

Opublikował również zbiór opowiadań Infekcja w raju (1994) i powieść Życie bez Marii (1993) –  historię człowieka, który ciężko doświadczony losem poszukuje drogi do normalnego życia.